# Oberburg (Gondorf)

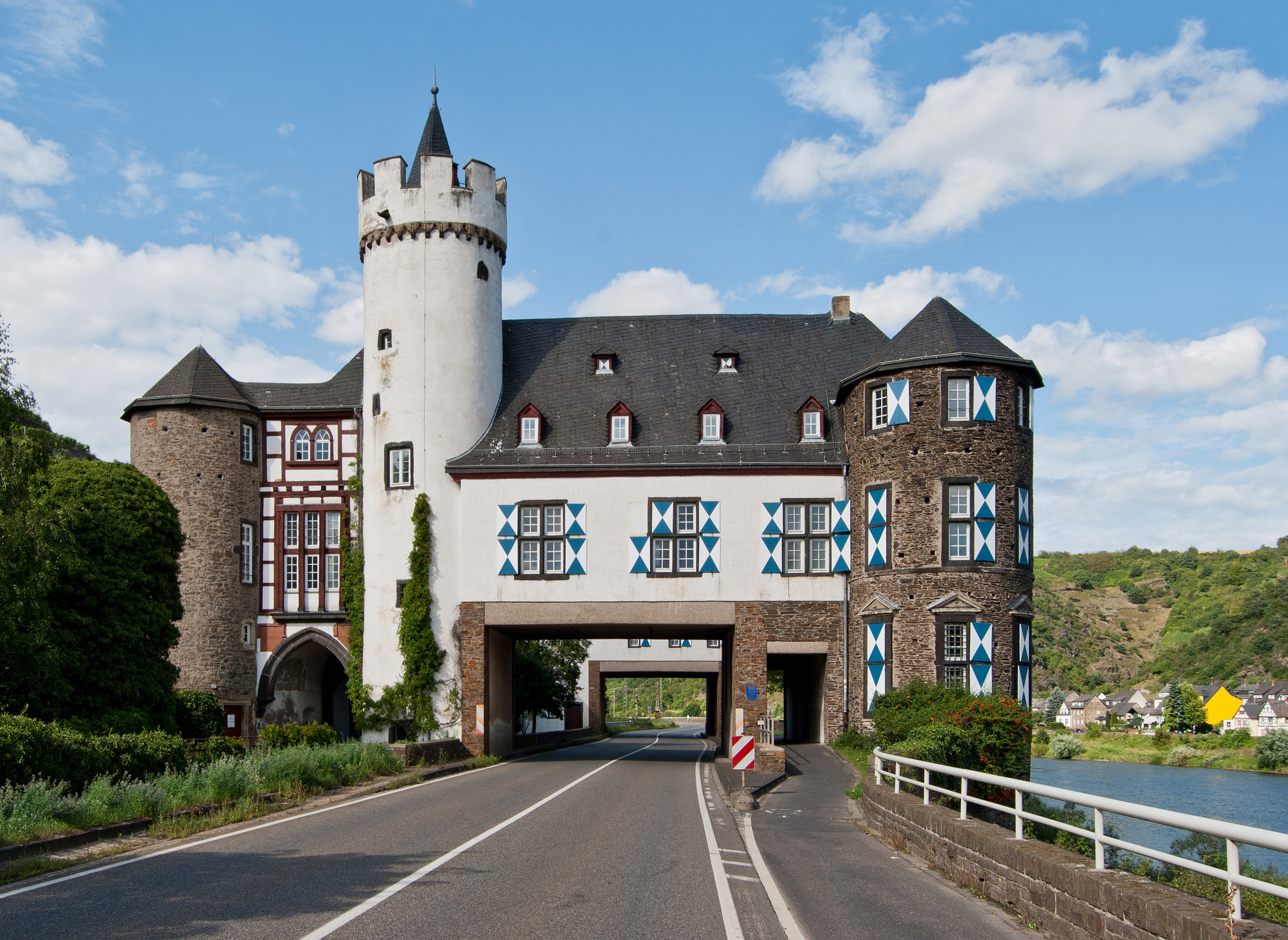
Straßendurchbruch von Südwesten

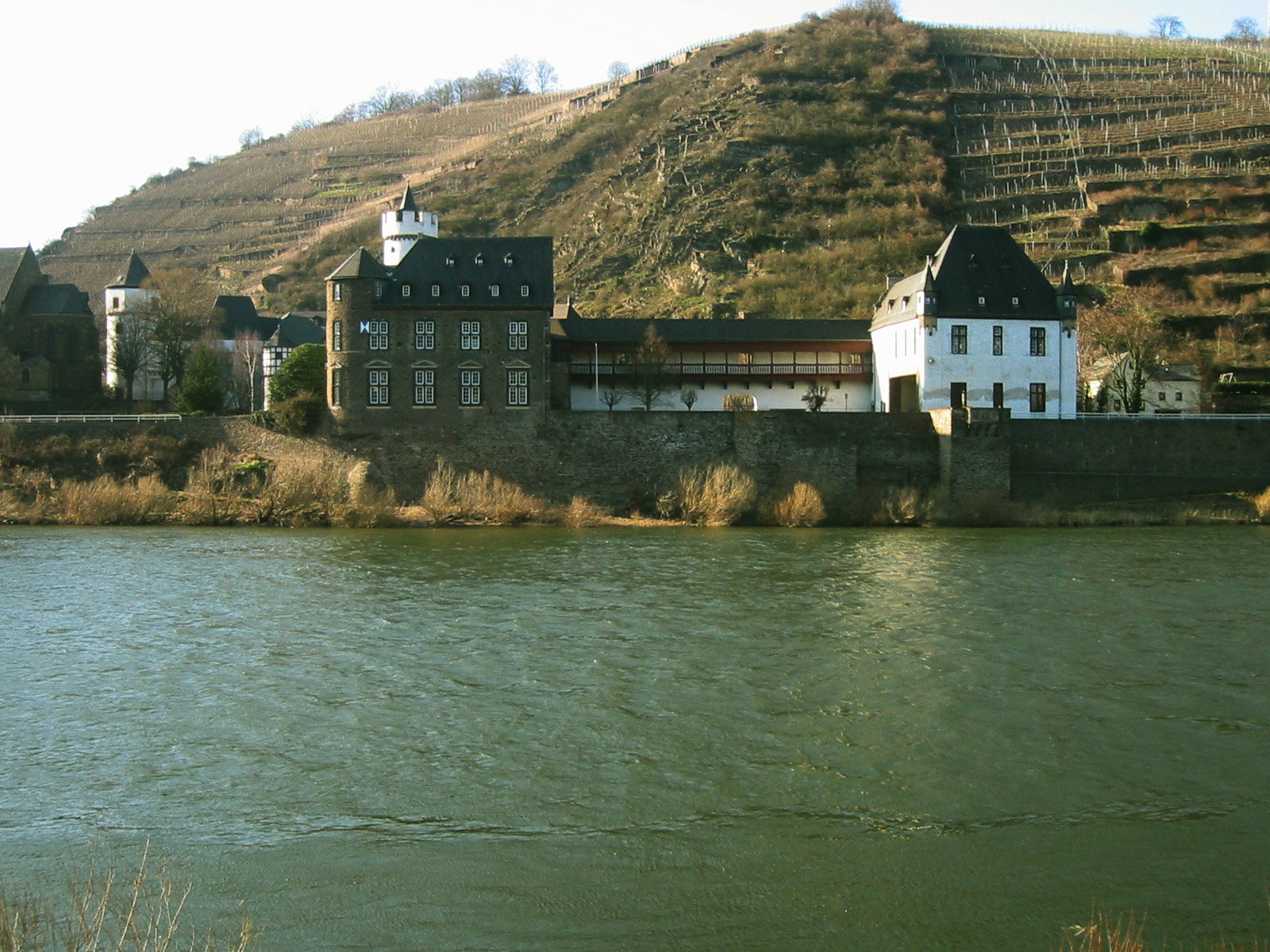
Ansicht von der gegenüberliegenden Moselseite

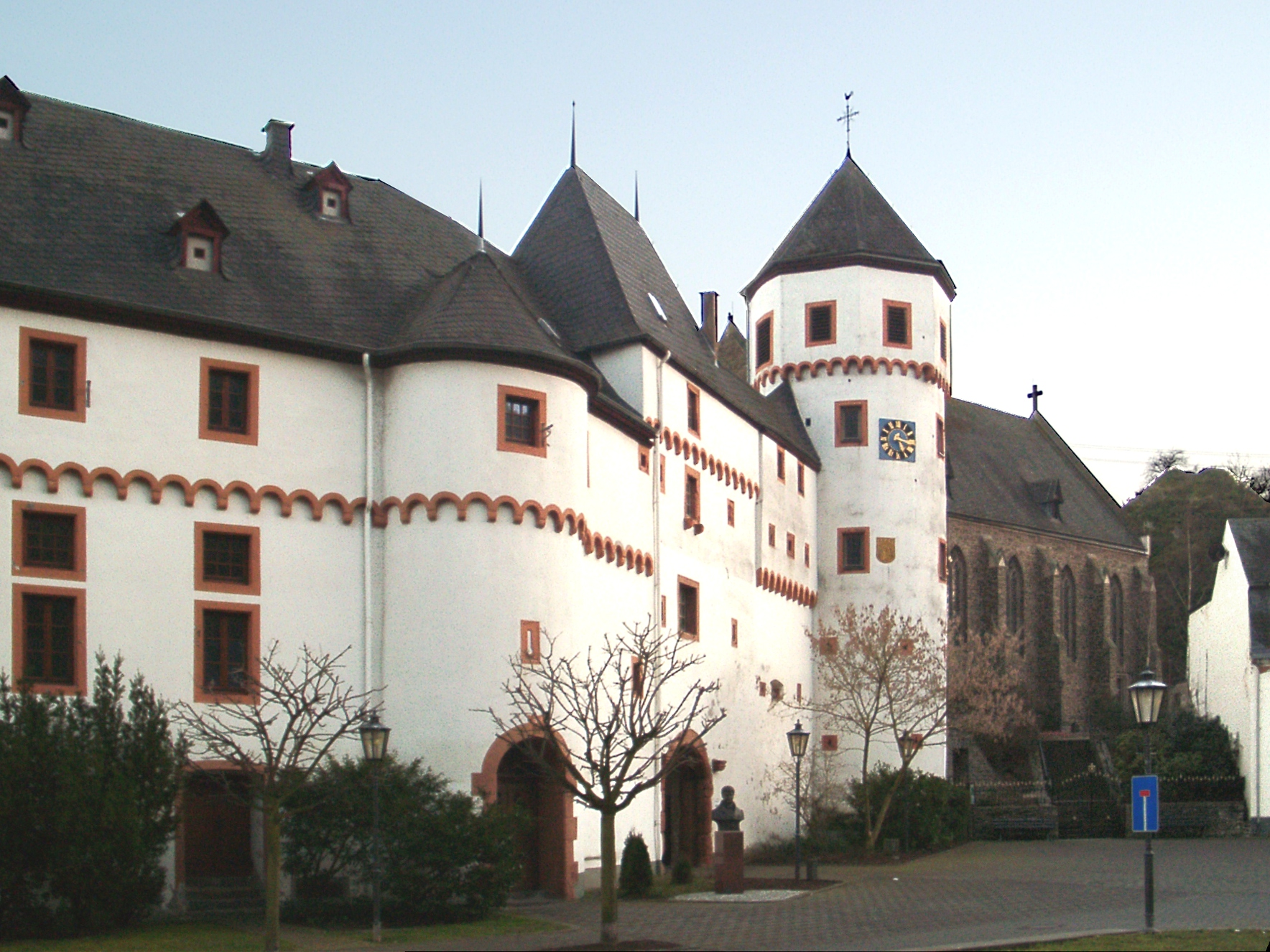
Vorburg des Schlosses

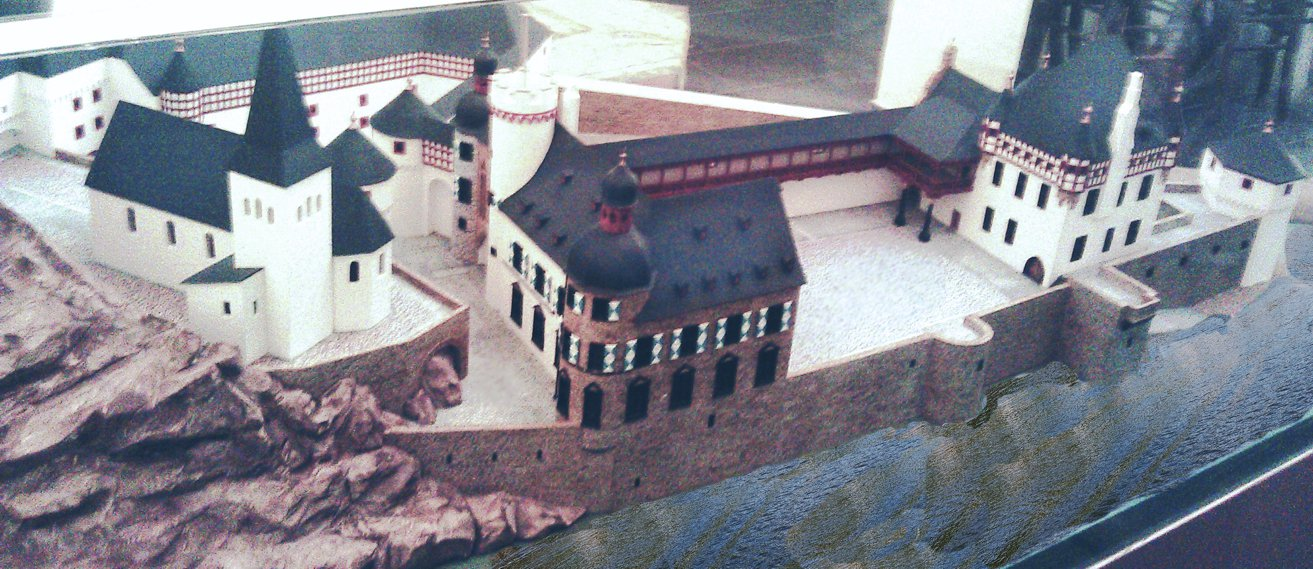
Die Oberburg um 1730, Modell im Weinmuseum Gondorf

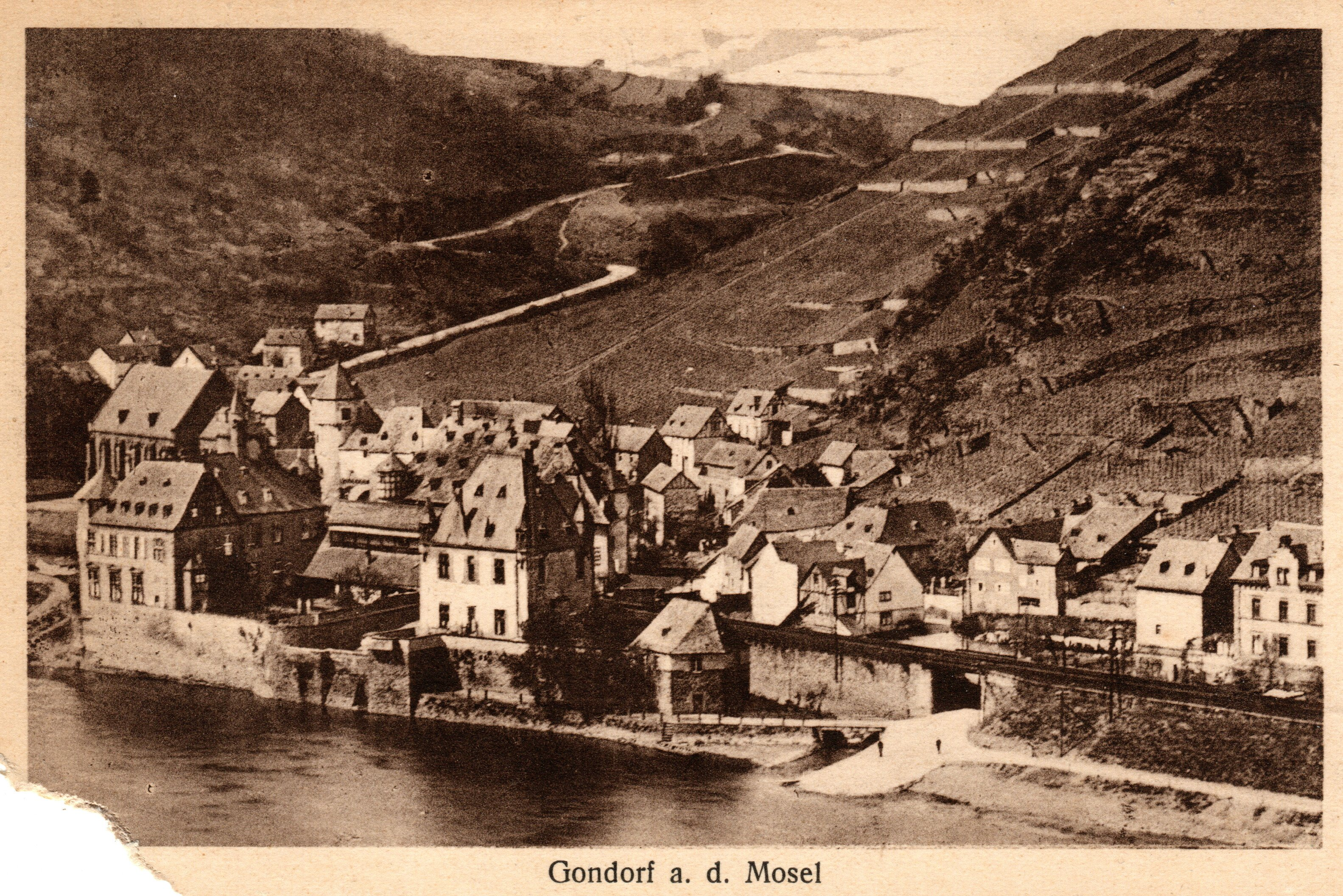
Die Burg, bevor sie 1971 von der Bundesstraße durchbrochen wurde und mit der ursprünglichen Mündung des Nothbachs unterhalb der Burg

Die Oberburg (im Gegensatz zum als Niederburg bezeichneten Schloss Liebieg), auch Schloss von der Leyen, Schloss zur Leyen, Schloss Leyen und Schloss Gondorf genannt, liegt im Ortsteil Gondorf der Gemeinde Kobern-Gondorf an der Mosel. Es ist der Stammsitz der Herren und späteren Fürsten von der Leyen. 2002 wurde vor der Vorburg eine von Karol Badyna geschaffene Bronzebüste des Reichsfürsten Philipp von der Leyen enthüllt, welche die Freiwillige Feuerwehr Gondorf gestiftet hatte.
Das Schloss ist nach dem Denkmalschutzgesetz (DSchG) ein geschütztes Kulturdenkmal und in der Denkmalliste des Landes Rheinland-Pfalz eingetragen. In einigen Gebäuden ist eine Außenstelle des Landeshauptarchivs Koblenz untergebracht.
Die abgeschirmte Lage, wie auf einer Landzunge auf einer Seite von der Mosel und auf der Rückseite von dem Nothbach (in den 1970er Jahren umgeleitet und überbaut) geschützt, bot vermutlich bereits im 5./6. Jahrhundert den Platz für eine befestigte und gut zu verteidigende Besiedlung.
Die weitläufige Anlage aus dem 14. Jahrhundert besteht aus der Vorburg mit 1527 ergänztem Torbau und der Kernburg. Hauptbauherr war um 1560 der Trierer Kurfürst Johann VI. von der Leyen. Die Anlage verfiel in den folgenden Zeiten, als die verschiedenen Familienzweige ihre Wohnsitze im Bliesgau, Bayern und Südwestdeutschland nahmen.
Anfang des 19. Jahrhunderts ließ der inzwischen zum Fürsten des seit 1819 badischen Hohengeroldseck erhobene Reichsgraf Philipp von der Leyen das Schloss seiner Vorfahren in Teilen restaurieren. Von seinem Sohn Erwein I. wurden die Anlage, Ländereien und die vormals bedeutende Weinkellerei nach dem Tod des Fürsten unter anderem an die Gemeinde Gondorf verkauft.
Beim Ausbau der Eisenbahn (die heutige Moselstrecke) im Jahr 1876 wurde die Schlossanlage, die bis an das Moselufer reicht, in zwei Teile zerschnitten und die Kirche, die südwestlich vor dem Schloss stand, abgerissen. An anderer Stelle entstand dafür auf Kosten des Bauträgers, der Preußischen Staatseisenbahn, ein Ersatzbau. Knapp 100 Jahre später, im Jahr 1971, wurde zwischen Bahnlinie und Mosel die Bundesstraße 416 angelegt. Dazu mussten die erdgeschossigen Teile des Schlosses geöffnet bzw. umgebaut werden. So führt die Bundesstraße nun mitten durch das Schloss über den vormaligen Schlosshof.